# Bell XP-77
Il Bell X-77 fu un aereo da caccia sperimentale monoplano ad ala bassa di costruzione prevalentemente lignea sviluppato dalla statunitense Bell Aircraft Corporation nei primi anni quaranta e rimasto allo stato di prototipo.

## Storia del progetto
Poco prima dell'entrata nella seconda guerra mondiale da parte degli Stati Uniti, fu richiesta la progettazione di un caccia leggero di semplice costruzione e di struttura che facesse a meno per quanto possibile di materiali strategici, in previsione della possibilità di una loro carenza nel corso del conflitto. Vari progetti furono presentati e nel 1942 fu commissionata alla Bell la costruzione di sei velivoli tra prototipi e preserie.
Come per altri coevi progetti europei, il velivolo, di dimensioni molto piccole rispetto ai caccia contemporanei, doveva molto nel suo design agli aerei da competizione sviluppati e prodotti nel corso degli anni trenta. La Bell aveva già esperienza nella costruzione di aerei con il carrello d'atterraggio triciclo, segnatamente il P-39 Airacobra, e questa fu la configurazione scelta, anche perché permetteva al pilota una buona visibilità a terra nonostante il muso molto lungo. Analogamente al P-39, l'armamento avrebbe dovuto essere costituito da un cannoncino sparante attraverso l'asse dell'elica.

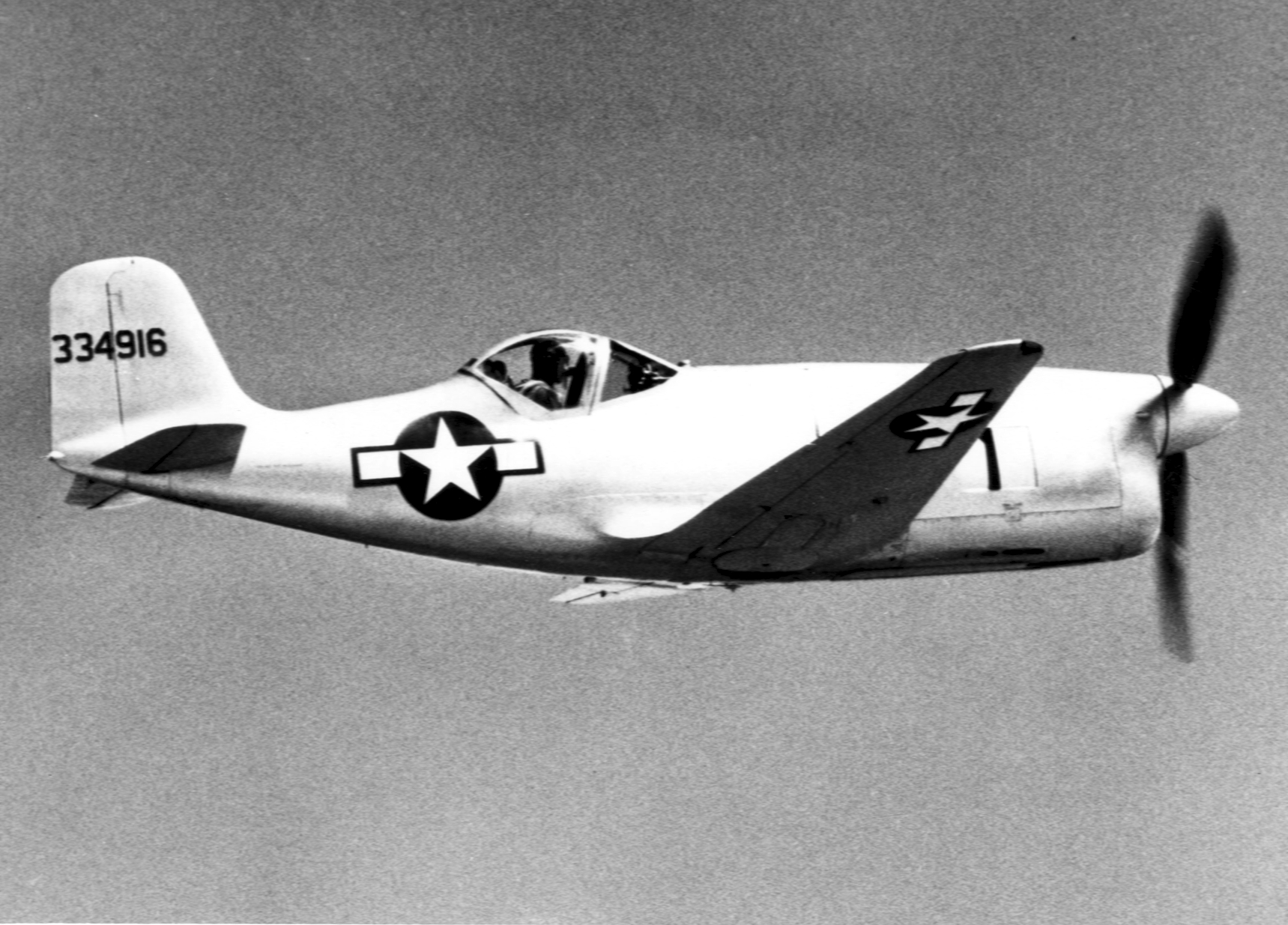
Il secondo prototipo dell'X-77 in volo.

Era stato previsto l'utilizzo di una apposita versione sovralimentata del motore Ranger V-770, costruito da una sussidiaria della Fairchild Aircraft, ma questa non entrò mai in produzione per cui si dovette ricorrere alla meno potente versione precedente. Numerosi ritardi si succedettero nel corso dello sviluppo dell'aereo, per cui il primo prototipo, anche se completato da tempo, non poté essere provato in volo prima del 1944. All'epoca, ormai era stata dimostrata la piena capacità da parte delle industrie aeronautiche americane di sostenere lo sforzo bellico, per cui la United States Army Air Forces (USAAF) non necessitava più di un simile progetto, ma fu consentito alla Bell di portarlo avanti per sperimentare le possibilità di una costruzione leggera e di conseguenza l'ordine fu ridotto a soli due prototipi.
Anche se dotato di una manovrabilità a terra migliore della media dei caccia del tempo, l'aereo dimostrò pessime caratteristiche di volo e prestazioni assolutamente insufficienti per l'epoca in cui venne provato. Anche il pilotaggio si rivelò molto difficile, tanto che nell'ottobre 1944 il pilota collaudatore fu costretto ad abbandonare il secondo prototipo entrato in vite e salvarsi con il paracadute. Due mesi dopo, il progetto venne definitivamente cancellato.

## Utilizzatori
Stati Uniti
- United States Army Air Forces

## Velivoli comparabili
- Caudron C.714
- SAI Ambrosini 207
- SAI Ambrosini 403